# IEC TC 57
IEC TC 57 è uno dei comitati tecnici della Commissione elettrotecnica internazionale (IEC).
Il TC 57 è responsabile per lo sviluppo di standard per lo scambio di informazione per le centrali elettriche e i sistemi correlati quali, sistemi di gestione dell'energia, SCADA, sistemi di automazione distribuita e teleprotezione.

## Gruppi di lavoro
Il TC 57 è composta da una serie di gruppi di lavoro, ciascuno dei quali è responsabile per lo sviluppo di standards nel proprio dominio applicativo. La lista dei gruppi di lavoro attivi è riportata nella tabella seguente.
| WG 3  | Telecontrol & Teleprotection standards                       | IEC 60870-5 |
| WG 10 | IED communications & associated data models in power systems | IEC 61850 |
| WG 13 | Energy management systems - Application Program Interfaces   | IEC 61970 |
| WG 14 | Distribution management systems - System Interfaces          | IEC 61968 |
| WG 15 | Data & Communication Security                                | IEC 62351 |
| WG 16 | Standards related to energy market communications            | IEC 62325 |
| WG 17 | Communication systems for Distributed Energy Resources (DER) | IEC 61850-7-420 |
| WG 18 | Communication systems for Hydroelectric power plants         | IEC 61850-7-410 |
| WG 19 | Interoperability within TC57 in the long term                | standards for integration of CIM & SCL                                                                                    |
| WG 20 | Planning of power line carrier systems                       | IEC 60495, IEC 60663 |
| WG 21 | Other communication technologies                             | KNX (IEC 14543),BACnet (ISO 16484-5),Echonet (14543-4),Profibus & Profinet (IEC 61158/IEC 61784),LonTolk (IEC 14908.1)... |